# 1958 ve fotografii

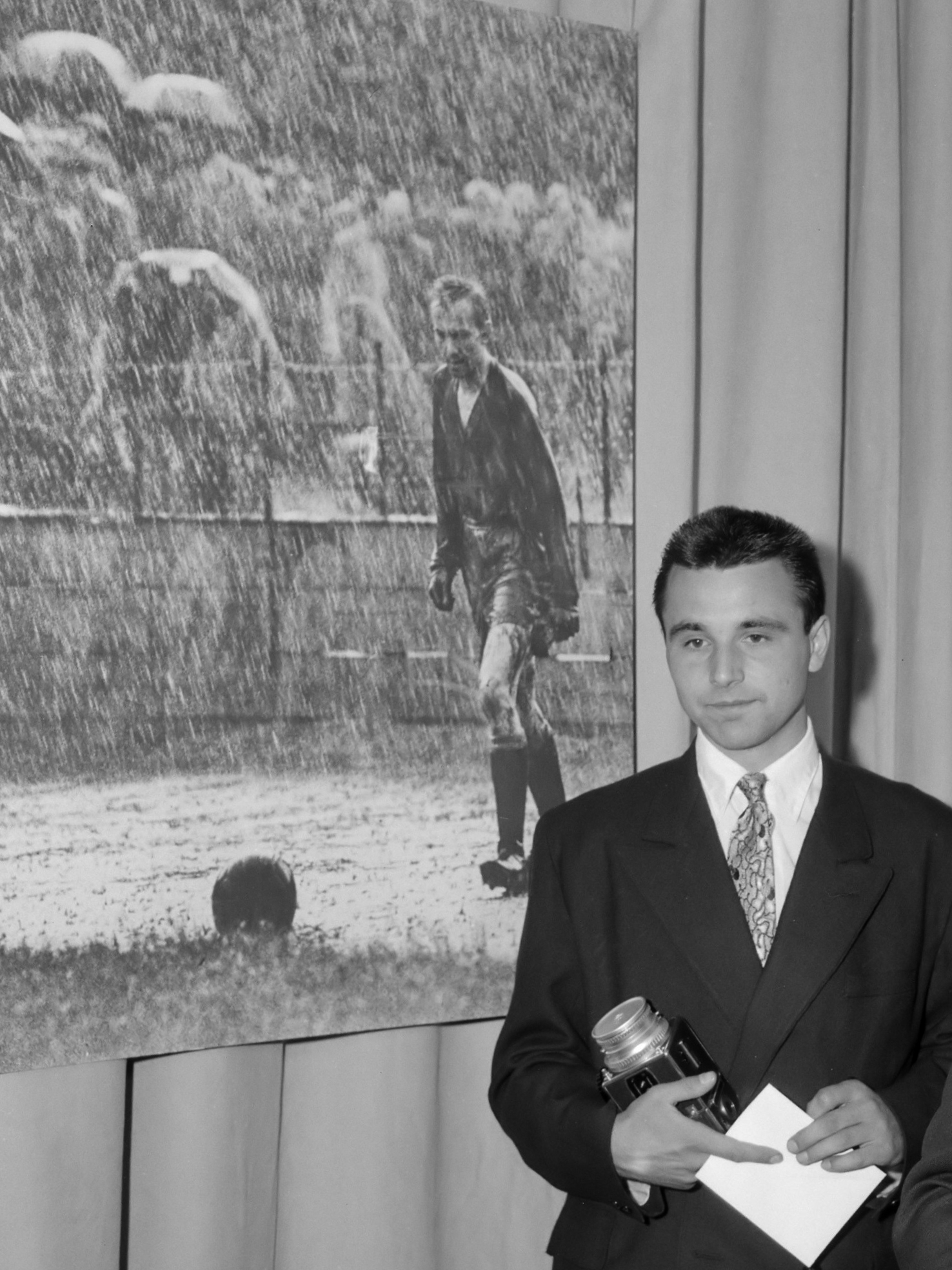
Stanislav Tereba vyhrál v roce 1958 v kategorii World Press Photo of the Year a Sport

Tento článek popisuje významné události roku 1958 ve fotografii.

## Události
- Robert Frank vydal knihu Les Américains, vyd. Robert Delpire
- V Japonském hlavním městě byla založena Tokijská škola fotografie

## Ocenění
- Pulitzer Prize for Photography – William C. Beall, Washington Daily News (Washington, D.C.) za fotografii Faith and Confidence, ukazuje policistu trpělivě diskutujícím s dvouletým chlapcem, který se snaží přejít ulici během průvodu.
- Prix Niépce – René Basset
- Prix Nadar – Michel Cot
- Zlatá medaile Roberta Capy – Paul Bruck
- World Press Photo – Stanislav Tereba v kategorii World Press Photo of the Year a Sport
  - Vilém Kropp získal první cenu v kategorii Features za černobílý snímek Provinilec. Na něm zachytil dítě v mateřské školce s rukama v kapsách, které kárá učitelka.[1][2]

## Narození v roce 1958
- 7. ledna – Rosa Liksomová, finská spisovatelka a fotografka
- 13. ledna – Vladimir Levašov, ukrajinský historik fotografie, umění a fotokritik, kurátor současného umění
- 10. února – Thomas Ruff, německý fotograf
- 23. března – Heinz Zak, rakouský horolezec a fotograf
- 28. března – Tomas Oneborg, švédský novinářský fotograf († 29. března 2020).[3]
- 19. března – Thibaut Cuisset, francouzský fotograf († 19. ledna 2017)
- 3. dubna – Francesca Woodman, americký fotograf († 19. ledna 1981)
- 10. dubna – Anna Brzezińska-Skarżyńska, polská fotografka, redaktorka, kurátorka výstav a členka poroty fotografických soutěží
- 12. dubna – Lise Sarfati, francouzská fotografka
- 27. května – Petr Balajka, bohemista, polonista, spisovatel a fotograf
- 29. května – Didier Ben Loulou, francouzsko-izraelský fotograf
- 12. srpna – Pascal Rostain, francouzský fotograf
- 13. října – Jaroslav Achab Haidler, herec, překladatel, fotograf
- 11. listopadu – Paul Blanca, nizozemský fotograf († 16. října 2021)
- 11. prosince – Nikki Sixx, americký hudebník, baskytarista, fotograf
- 27. prosince – Carl de Keyzer, belgický fotograf
- ? – Vladimir Parfenok, běloruský fotograf, kurátor výstavních projektů, vedoucí galerie vizuálního umění "NOVA" († leden 2024)
- ? – Lina Bertucciová, americká subkulturní umělkyně, která se specializuje na fotografii a film
- ? – Anita Corbinová, britská fotografka
- ? – Jitka Hanzlová, česká umělecká fotografka aktivní v Německu
- ? – Adriene K. Veninger, kanadská umělkyně a fotografka československého původu
- ? – Vassilis Makris, řecký fotograf
- ? – Pekka Turunen, finský fotograf
- ? – Rosalie Favell, kanadský fotograf
- ? – Juan Manuel Castro Prieto, španělský fotograf
- ? – Anna Łośová, polská fotografka a fotoreportérka, Gazeta Wyborcza, Newsweek Polska, Przekrój, Polityka, Marie Claire (18. března 1958 – 9. ledna 2018)
- ? – Pia Arke, dánská výtvarnice a performerka, spisovatelka a fotografka (1. září 1958 – květen 2007)

## Úmrtí v roce 1958
- 1. ledna – Edward Weston, americký fotograf (* 24. března 1886)
- 12. května – Beatrice Tonnesenová americká fotografka, první záběry živých modelek a modelů pro reklamu a kalendáře (* 24. června 1871)
- 13. června – Moisej Salomonovič Nappelbaum, ruský fotograf (* 6. prosince 1869)
- 30. června – Ralph R. Doubleday, americký fotograf s hlavním zeměřením na rodea v USA (* 4. července 1881)
- 22. července – Burton Holmes, americký cestovatel, fotograf a filmař (* 1. srpna 1870)
- 17. října – Paul Outerbridge, americký fotograf a průkopník s barevnou fotografií (* 15. srpna 1896)
- 27. prosince – Batty Fischer, lucemburský zubař a amatérský fotograf (* 24. července 1877)
- ? – Florence Maynardová, americká portrétní fotografka se studiem v Bostonu (* 6. května 1867)
- ? – Isa Bowman, anglická herečka a modelka Lewise Carrolla (* 1874)
- ? – Rita Martinová, anglická portrétní fotografka (* 1875)
- ? – Heinz Ritter, fotograf (* ?)